# Kaj Engholm
Johan Peter Kai "Kaj" Harald Engholm (20. maj 1906 i København – 27. juli 1988) var en dansk tegneserietegner, oprindeligt reklame- og plakattegner.
Han blev født i 1906 og voksede op i et beskedent embedmandshjem i Willemoesgade på Østerbro. Faderen var ansat i Københavns Magistrat, mens moderen var hjemmegående, og hjemmets økonomi var ofte anstrengt. Faren insisterede derfor på, at Engholm efter sin realeksamen gik et år på Købmandsskolen, hvor Engholm traf sin kommende hustru Astrid.
Engholm fik sit gennembrud som reklametegner med den humoristiske serie for tobaksfirmaet C.W. Obel "Hvor er Jensen?". Kaj Engholm kendes desuden for tegneserierne Fedthas (som vandt Nationaltidendes tegneseriekonkurrence i 1942) og Far til Fire, som blev lanceret 1947 og fandtes i Politiken. Fedthas opstod på opfordring fra reklamedirektør Eric Eberlin og blev lavet sammen med manuskriptforfatter Jens Brandt.
I sine sidste leveår mistede han gradvist synet på begge øjne, men tegnede til det sidste. Han døde i 1988 og efterlod to sønner.
Han var medlem af Sherlock Holmes Klubben og Dansk Tegnerring.
Han er begravet på Sorgenfri Kirkegård.

## Værker i udvalg

### Reklame og oplysning
- Reklameampagnen "Hvor er Jensen?" for Bali Shag, C.W. Obel[1]
- C.L.O.C. Cacao, reklamer i Galop-Bogen, årg. 1941, 1947 og 1948[2]
- Codan Gummistøvler, puslespil[2]
- Codan Gummistøvler (med Far til fire), postkort?, 1950
- OxyTroN: De er toneangivende, reklame for Oxytron radiorør, 25. august 1933.[3]
- De er da vel ikke Fumlegænger?, plakat for Rådet for større Færdselssikkerhed 1941 [4]
- Pas på 2 bli'r 1000 på et år, litograferet plakat, Landsudvalget for Rottebekæmpelse, trykt hos Permild & Rosengreen, 62 x 84,5 cm.
- N.P. Utzons Fiskenet, samlekort[2]
- Sæt fart i de tomme flasker, kampagne for pantsystemet[2]

### Tegneserier
- Fedthas (1942-1988)
- Far til Fire (1947-?)
- Kon Rosa

### Filmplakater[5]
- Far til fire (1953)
- Far til fire i sneen (1954)
- Far til fire på landet (1955)
- Far til fire i byen (1956, 2 udgaver)
- Far til fire og onkel Sofus (1957, 3 udgaver)
- Far til fire og ulveungerne (1958)
- Far til fire på Bornholm (1959)
- Far til fire med fuld musik (1961, 2 udgaver)
- Far til fire i højt humør (1971)

### Bøger
- Serien Far til Fire: Adskillige udgivelser
- Serien Fyrtaarnet & Bivognens muntre Oplevelser, Strandbergs Bogtrykkeri:[6]
  - (sammen med Ringsted), Blinde Passagerer paa Lyntog (uden titel), 1934.
  - Ridende paa Elefant. En Sømands Liv er farefuldt, 1937.
  - (sammen med Hermann), General forfulgt af kanon. Til Landskamp, 1938.
  - (sammen med Hermann), I flyver over Bagdad. Og saa til Søs, 1939.
  - (sammen med Hermann), Kører i en udgravning. Spøgelsesslottet, 1940.
  - (sammen med Hermann), Ridende på strudse. En ekstra Gevinst, 1941.
  - (sammen med Hermann), Paa Ski ned ad Bakke. Paa Jagt i Junglen, 1942.
  - (sammen med Hermann), Mindre Uheld ved Kraftprøve (uden titel), 1943.
  - (sammen med Togeby), Paa Trolje. Taarnuret, 1944.
  - (sammen med Togeby), Fiskeri forbudt. Den levende Statue, 1945.
  - (sammen med Togeby), Paa Skøjter ned i Isvaage. Spøgelser, Spænding og Spilopper, 1946.
  - (sammen med Togeby), Skovler Sne. Karabiner, Kæmpeaber & Kannibaler, 1947.
  - (sammen med Jens Brandt), Fanget på u-båds-periskop. Søslag med sælsom slutning, 1949.
  - (sammen med Jens Brandt), På rød godsvogn. Fantastisk fiske-færd, 1950.
  - (sammen med Jens Brandt), I amfiteater forfulgt af løve. Raske romerske rektutter, 1951.
  - (sammen med Jens Brandt), Køllekamp med ørkenbanditter. Travle Tyrol turister, 1952.
  - (sammen med Jens Brandt), Forfulgt af hvidklædte skikkelser. Betydelig ballon ballade, 1953.
  - (sammen med Jens Brandt), På bjergsti – bjørn med kølle. Mærkelig motorbåds manøvre, 1954.
  - (sammen med Jens Brandt), I u-båd, nedsejler kommandør og minister. Fald forårsager forskelligt, 1955.
  - (sammen med Jens Brandt), Røvere ligger på lur. Græsselige, grevelige genvordigheder, 1956.
  - To arabere på kameler (Søger job som spioner), 1957.
  - Svæver uden for raket i rummet (Som astronauter), 1958.
  - Som cowboys (Tager på besøg i USA), 1959.
  - I den flyvende trapez (Arbejder i cirkus), 1960.
  - Hundespand hen over hval (På Sydpolen), 1961.
  - En skare kannibaler (På Amazon-ekspedition), 1962.
  - Som tankpassere (Søger job som tankpassere), 1963.
  - Forfulgt af matros med kølle (Ballade om bord), 1964.
  - På forvokset rød ko (På forsøgsstation), 1965.
  - Stor snebold ruller ned ad bakke (Som skiinstruktører), 1966.
  - På skattejagt (Søger job som sømænd), 1967.
  - Møder et spøgelse, 1968.

### Andet
- Kravlenisser (1944)[7]